# Dinastía Terter
La dinastía Terter (en búlgaro: Тертер), también conocida como la de los terteridas o Terterovtsi (Тертеровци), fue una noble casa real búlgara que gobernó el Segundo Imperio búlgaro entre 1280 y 1292, así como entre 1300 y 1323. 
Los terteridas eran originalmente de origen cumano (es decir, de la rama occidental de los cumanos turcos), de acuerdo con Plamen Pavlov se trataba de una rama de la noble dinastía cumana Terteroba que se habían asentado en Bulgaria como parte de la segunda ola de migración cumana, proveniente del Reino de Hungría después de 1241. El clan Terteroba había gobernado el protoestado estepario de Cumania a finales del siglo XI, así como en la mitad del siglo XII bajo Köten. 

Bulgaria durante la segunda mitad del siglo. Se muestra la frontera búlgara en tiempos de Jorge I Terter, en rojo.

Los primeros representantes de la dinastía en Bulgaria fueron los déspotas Aldimir (Eltimir) y su hermano mayor Jorge Terter que fue coronado emperador de Bulgaria como Jorge I (1280-1292), casándose con la búlgara María. Después de su reinado, Bulgaria estaba bajo el control de la Horda de Oro, con Nogai Kan designando al siguiente gobernante, Smilets (1292-1298), que era de otra familia noble, y fue sucedido brevemente por su hijo Iván II (1298-1299). En 1299-1300, Bulgaria fue controlada por el mongol Chaka. Chaka fue depuesto por el hijo de Jorge Terter, Teodoro Svetoslav (1300-1321), comenzando el segundo reinado de los Terteridas, que también abarcó la de su hijo, Jorge II de Bulgaria. 
La dinastía Terter fue sucedida por los Shishman, una noble dinastía de Vidin, también de origen cumano.
Uno de los miembros de esta familia, Balik, creó en 1320/1325, el Principado de Karvuna (después Despotado de Dobruja), que se extendía desde la ciudad Mesembria hasta el Delta del Danubio. Después, su hermano Dobrotitsa, se declaró déspota. Durante toda la historia del Principado los gobernantes emprendieron una guerra casi continua con los búlgaros, los bizantinos y los turcos. En 1388, Ivanko, el último déspota de Dobruja, murió en batalla contra los turcos, pero el territorio formó parte del Principado de Valaquia, convirtiéndose en una zona de conflicto entre los valacos y los turcos.